# Акстафински рејон
Акстафински рејон (азер. Ağstafa rayonu), једна је од 78 административно-територијалних јединица Азербејџана. Налази се у западном делу земље, у пределу познатом као Ганџа-Казашки регион. Административни центар рејона се налази у граду Акстафа. 
Акстафински рејон обухвата површину од 1.500 km² и има 81.400 становника (подаци из 2011). 
Административно, рејон се даље дели у 24 мање општине.